# Mallols de Josep
Els Mallols de Josep són unes antigues vinyes, ara abandonades, del municipi de Castell de Mur, al Pallars Jussà, a l'antic terme de Mur, en terres del poble de Vilamolat de Mur.
Estan situats a llevant de Casa Josep, on pertanyen, al nord-est de Vilamolat de Mur, al vessant nord del Serrat de la Solana i el sud del Serrat del Magí. Són a l'esquerra del barranc de Rius i a la dreta de la llau dels Mallols.